# منتخب زنجبار لكرة القدم
منتخب زنجبار لكرة القدم هو منتخب كرة قدم يمثل جزر زنجبار في تنزانيا، كان هذا المنتخب عضو في الفيفا لكن بعد اتحاد زنجبار مع تنجانيقا وتأسيس دولة تنزانيا أصبح منتخب ينافس في كأس العالم للأقاليم.